# Diecéze Peng-pu
Diecéze Peng-pu je diecéze římskokatolické církve, nacházející se v Číně.

## Území
Diecéze zehrnuje část čínské provincie An-chuej.
Biskupským sídlem je město Peng-pu.
K roku 1950 měla: 64 334 věřících, 4 diecézní kněze, 41 řeholních kněžích, 15 řeholníků, 21 řeholnic a 23 farností.

## Historie
Dne 21. února 1929 byl brevem Ea quae catholicae papeže Pia XI. vytvořen z části území apoštolského vikariátu Wu-chu nový vikariát Peng-pu.
Dne 11. dubna 1946 byl vikariát bulou Quotidie Nos papeže Pia XII. povýšen na diecézi.
Dne 3. července 2001 čínská vláda sjednotila tři diecéze provincie An-chuej, a to arcidiecézi An-čching, Peng-pu a Wu-chu, s přejmenováním na "diecézi An-chuej". Tato nová struktura není uznána Svatým stolcem. Biskup Joseph Zhu Huayu patřil do Vlasteneckého sdružení čínských katolíků kteří se nehlasí k římskému papeži, do roku 2001 byl biskupem této diecéze; se sloučením diecézí se stal jejím novým biskupem. Zemřel roku 2005.
Dne 3. května 2006 byl bez papežského souhlasu vysvěcen biskupem Joseph Liu Xinhong jako nový biskup An-chuej.

## Seznam biskupů
- Tommaso Berutti, S.J. (1929-1933)
- Cipriano Cassini, S.J. (1937–1951)
  - Zhou Yi-zhai (1958–1983) vysvěcen bez papežského souhlasu
  - Joseph Zhu Huayu (1986–2005)
  - Joseph Liu Xinhong (od 2006) (biskup An-chuej) vysvěcen bez papežského souhlasu